# Санта Мадалена (Болцано)
Санта Мадалена је насеље у Италији у округу Болцано, региону Трентино-Јужни Тирол.
Према процени из 2011. у насељу је живело 812 становника. Насеље се налази на надморској висини од 1402 м.